# Salvia eplingiana
Salvia eplingiana là một loài thực vật có hoa trong họ Hoa môi. Loài này được Alziar miêu tả khoa học đầu tiên năm 1988.